# Centrální evidence pozemních komunikací
Centrální evidence pozemních komunikací (CEPK) má být český informační systém veřejné správy, který má být podle zákona veden  ministerstvem dopravy nebo jím pověřenou osobou. Povinnost vést tuto evidenci byla do zákona č. 13/1997 Sb., o pozemních komunikacích vložena jako § 29a novelizačním zákonem 80/2006 Sb. s účinností od 1. července 2007 (dalšími novelizacemi byla ještě mírně rozšířena a upravena), avšak ministerstvo dopravy dosud nesplnilo povinnost vydat prováděcí vyhlášku, systém tedy ani po více než 18 letech stále neexistuje a nefunguje. Evidenci údajně připravuje a z pověření ministerstva dopravy vede Ředitelství silnic a dálnic, odbor Silniční databanky. Dosavadní dotace poskytnuté ŘSD ministerstvem na vývoj systému byly podle zprávy Nejvyššího kontrolního úřadu využity neúčelně a bez efektu. Ve funkci ministra dopravy se za tu dobu vystřídali Aleš Řebíček, Petr Bendl, Gustav Slamečka, Vít Bárta, Radek Šmerda, Pavel Dobeš, Zbyněk Stanjura, Zdeněk Žák, Antonín Prachař, Dan Ťok, Vladimír Kremlík, Karel Havlíček a Martin Kupka. 

## Popis systému
V evidenci mají být vedeny informace o pozemních komunikacích a dále o uzavírkách, objížďkách a zvláštním užívání pozemních komunikací. Zákon 152/2011 Sb. s účinností od 1. července 2011 rozšířil obsah evidence o údaje týkající se nehodovosti a vyhodnocení rizik na úsecích zařazených do transevropské silniční sítě. 
Vlastníci pozemních komunikací všech kategorií mají povinnost do CEPK předávat informace o pozemních komunikacích v rozsahu stanoveném prováděcí vyhláškou. Druh, rozsah, formát a způsob předávání informací má stanovit prováděcí vyhláška, která však mnoho let poté, co ustanovení zákona nabylo účinnosti, stále neexistuje. 
Vlastní sjednocování dat pocházejících od různých správců a vlastníků má podle informace na webu dopravních informací ŘSD ČR probíhat v letech následujících po „ukončení legislativního procesu“. Jednotná evidence má po svém zprovoznění sloužit k efektivní podpoře správy a údržby komunikací, dohledu nad provozem, řízení provozu i sběru, zpracování, sdílení, publikování a distribuci dopravních informací a dopravních dat. Georeferenční síť pozemních komunikací má být základem pro georeferencování jevů a událostí v rámci Jednotného systému dopravních informací.
Zápis do CEPK nemá konstitutivní charakter, tj. v případě rozporu mezi údajem v CEPK a rozhodnutím silničního správního úřadu má přednost správní rozhodnutí. Vlastníci komunikací sice mají povinnost poskytovat do CEPK údaje, avšak zákon neobsahuje žádné sankce, jimiž by plnění těchto povinností bylo možno vymáhat, stejně tak nelze od obcí nijak vymáhat ani povinnost vedení pasportu komunikací. Vzhledem k tomu, že veřejně přístupné účelové komunikace nevznikají správním rozhodnutím, bylo by na základě správních rozhodnutí možno evidovat pouze ty z účelových komunikací, o kterých bylo vydáno deklaratorní rozhodnutí o jejich existenci, většinou jako výsledek sporu. Za současné právní úpravy nelze předpokládat, že by existovala ucelená CEPK, která by obsahovala komplexní údaje o všech pozemních komunikacích určených k obecnému užívání. CEPK, která by jasně deklarovala, které pozemky nebo jejich části jsou veřejně přístupnými pozemními komunikacemi a do jaké kategorie spadají, tak jak si to v roce 2007 představoval veřejný ochránce práv, neexistuje.

## Historie vzniku systému
ŘSD ČR provozuje Informační systém o silniční a dálniční síti ČR (ISSDS ČR), v němž jsou obsaženy informace nejen o komunikacích ve správě ŘSD (dálnice a silnice I. třídy), ale i o silnicích II. a III. třídy, vlastněných kraji. Systém ale nezahrnuje místní ani účelové komunikace. Informace o původu a vzniku tohoto systému ŘSD neprezentuje, společnost VARS Brno ve své zprávě o projektu vývoje CEPK k 1. lednu 2007 uvedla, že ISSDS ČR je již několik desítek let systematicky budován na Ředitelství silnic a dálnic ČR, odboru silniční databanka a využíván na všech úrovních především v procesech správy a údržby majetku, dopravního inženýrství ale i v dalších činnostech, v roce 2006 pak k němu přibyl i Jednotný systém dopravních informací (JSDI) v rámci meziresortního projektu (společně ministerstvy dopravy, vnitra a informatiky). Datové registry pro CEPK podle úvodní zprávy VARS Brno byly již v rámci ISSDS ČR a JSDI vybudovány. ISSDS ČR však postrádá jasný právní rámec, podle kterého by byl informačním systémem veřejné správy. 
Ministerstvo v letech 2001–2007 podpořilo dotací 5,7 mil. Kč vývoj informačního systému Bridge Management System (Systém hospodaření s mosty, BMS). Podle zprávy Nejvyššího kontrolního úřadu z roku 2020 ŘSD i další subjekty veřejné správy BMS využívají jen částečně a rozsahem skutečného využití BMS se MD nezabývalo. Evidence stavu mostů vedená ŘSD v BMS je podle NKÚ nevěrohodná, u všech mostů, kde NKÚ správnost údajů v majetku státu kontroloval, zjistil rozpory v údajích, nedodržování lhůt a další nedostatky. Údaje o mostech vlastněných kraji nebyl NKÚ oprávněn přezkoumávat. V aktualitě ze 17. ledna 2011 je uvedeno, že v systému BMS (Bridge Management System) je v tu chvíli evidováno evidováno více než 18 000 mostů, z toho 923 mostů na dálnicích a rychlostních komunikacích, 3475 na silnicích I. třídy, 4534 na silnicích II. třídy a 8124 mostů na silnicích III. třídy.
18. května 2005 přijala vláda na návrh ministra dopravy Milana Šimonovského, ministra vnitra a ministryně informatiky usnesení č. 590 k projektu Jednotného systému dopravních informací pro Českou republiku. Vláda usnesením uložila překládajícím ministrům do 30. září 2005 věcně zajistit a předložit vládě návrh legislativních změn zřízení Centrální evidence komunikací v rámci projektu Jednotného systému dopravních informací pro Českou republiku.
V roce 2006  byl vydán novelizační zákon 80/2006 Sb., který s účinností od 1. července 2007 uložil ministerstvu dopravy povinnost vést přímo nebo prostřednictvím pověřené osoby Centrální evidenci pozemních komunikací a upravit prováděcím předpisem rozsah údajů a způsob vedení systému. Tyto povinnosti ministerstvo nikdy nesplnilo. Paragraf týkající se centrální evidence pozemních komunikací nebyl součástí původního vládního návrhu zákona, ale byl do něj přidán v rámci bloku pozměňovacích návrhů předložených zpravodajem zákona Josefem Hojdarem, pozměňovací návrh nebyl ve sněmovně věcně diskutován a stanovisko ministra dopravy Šimonovského k němu bylo souhlasné. 
Webový portál projektu CEPK byl vytvořen se státní finanční podporou z ministerstva dopravy v rámci projektu výzkumu a vývoje „CG742-064-120 Definice standardů pro využití centrální evidence komunikací organizacemi územní samosprávy využívající GIS“ a jeho dokončení bylo plánováno na rok 2011. V březnu 2021 je na něm stále poslední aktualita z 21. ledna 2011 a stále je zde umístěna informace, že portál „je nyní v ověřovacím provozu a je určen úředníkům, správcům a vlastníkům pozemních komunikací ke sdílení informací o pozemních komunikacích.“ Nabídka datových sad je prázdná, sekce správních rozhodnutí obsahuje rozhodnutí z let 2007–2010, odkazy do pasportu komunikací jsou nefunkční. Z aplikace uzavírky jsou zveřejněny pouze dva miniaturní nečitelné náhledy.
V březnu 2013 občan Miloš Kroulík požádal ministerstvo dopravy o informaci, jakým předpisem je stanovena forma předávání informací do CEPK, a případně o navrhovaných změnách této formy. Ministerstvo mu odpovědělo, že prováděcí předpis dosud vydán nebyl a jeho vydání je v plánu na rok 2013, nejspíše s účinností k 1. lednu 2014.
Ministerstvo dopravy 21. dubna 2016 podepsalo smlouvu s INTENS Corporation s.r.o. na zpracování studie proveditelnosti CEPK na základě dokumentu Analýza informačních systémů Ředitelství silnic a dálnic ČR. Cena za studii měla být 1,795 mil. Kč bez DPH, hotová studie měla být předána do 31. července 2016.
Nejvyšší kontrolní úřad v roce 2020 v kontrolní zprávě o akci zaměřené na opravy a údržbu silničních mostů, konstatoval, že ministerstvo dopravy od roku 2007 neplní svou zákonnou povinnost vést Centrální evidenci pozemních komunikací a dosud nevydalo ani příslušný prováděcí předpis. Již v roce 2007 přitom vynaložilo částku 2,7 milionu Kč na přípravu návrhu vyhlášky a na vytvoření příslušné internetové aplikace, vyhlášku ale nevydalo a aplikaci nevyužilo. Částku 2,7 mil. Kč tedy ministerstvo podle NKÚ vynaložilo neúčelně, v rozporu s právním předpisem. Nové zahájení legislativního procesu ministerstvo předpokládalo ve druhé polovině roku 2020, důvod prodlení Nejvyššímu kontrolnímu úřadu nevysvětlilo.
Jednotný systém evidence mostů obsahující aktuální, úplné a věrohodné informace o jejich stavu a závadách podle NKÚ neexistuje a stávající způsob péče o mosty neposkytuje záruku účelného, efektivního a hospodárného vynakládání veřejných finančních prostředků. Ministerstvo nedisponuje ani analytickým dokumentem, který by se zabýval stavem dálničních a silničních mostů a zajištěním řádné péče o ně, a neřeší tuto problematiku v dopravní politice ani v dalších koncepčních dokumentech. MD ani ŘSD nemá stanoveny konkrétní cíle, ani ukazatele pro měření změn celkového stavu mostů a účinků podpory poskytované na jejich opravy a rekonstrukce.
Ministerstvo dopravy v tiskové zprávě ze srpna 2020 uvedlo, že ŘSD dlouhodobě používá k pasportu mostních konstrukcí, plánování, provádění a evidenci prohlídek a aktuálního stavebního stavu mostů systém hospodaření s mosty (BMS) a že v rámci zefektivnění provádění prohlídek a údržby mostů, odstraňování vad a plánování oprav ŘSD připravuje komplexní systém s názvem CEV – Centrální Evidence Vad, který zahrnuje vozovky i mosty. V roce 2019 byl systém spuštěn pro vozovky a od začátku roku 2020 se údajně pracuje na mostech. Systém BMS má veřejný výstup pouze v podobě mapy mostních objektů, kde je pro jednotlivé objekty dostupný údaj o správci objektu a jednoduchá nedatovaná klasifikace technického stavu. Systém CEV (Centrální evidence vad) žádný veřejný výstup ani žádné rozhraní pro komunikaci s veřejností nemá. ŘSD na svém geoportálu zveřejňuje mimo jiné mapu silniční a dálniční sítě ČR a pasport dopravního značení ve správě ŘSD.